# Karlheinz Stockhausen
Karlheinz Stockhausen (Mödrath, napjainkban Kempen része, 1928. augusztus 22. – Kürten, 2007. december 5.) német zeneszerző.

## Élete
A Köln melletti Mödrathban született. 1947–1950-ig a kölni zeneművészeti főiskolán tanult, 1950–1951-ig Frank Martin, 1952–53-ig Milhaud és Messiaen volt a mestere. Párizsi tanulmányútján került kapcsolatba a Francia Rádió elektronikus zenei stúdiójának vezetőjével, Pierre Schaefferrel. Egy ideig a bonni egyetemen fizikát és akusztikát hallgatott, majd a kölni rádió elektronikus zenei stúdiójának munkatársa lett. A darmstadti és kölni modern zenei kurzusok rendszeres előadója.
Stockhausen kiindulópontja Webern szeriális technikája volt; az ötvenes évek elején írt kompozícióiban a hagyományos hangszerek játsszák szétszórt hangjait (Kreuzspiel oboára, basszusklarinétra, zongorára és ütőhangszerekre, 1951; Spiel zenekarra, 1952; Zeitmasse fuvolára, oboára, angolkürtre, klarinétra és fagottra, 1956). Messiaen hatása a Kreuzspielen érezhető, a Spiel für Orchester azonban már új utakat próbál, az elektronikus hangkeltés új effektusait ízlelgeti, és a Gesang der Jünglinge című kompozícióban az emberi hangot bontja elemeire elektronikus úton. Minden, ami eddig a zenét jelentette, akár mint akusztikai élmény, akár mint esztétikai kategória, érvényét veszti ebben az új rendszerben, ahol nincs szükség többé emberre, a gép teremti a hangzást és a gép interpretálja. Kell hozzá néhány évtized, amíg eldől, vajon a zene birodalmába tartozik-e ez az újfajta hangzásvilág, sajátos technológiájával, műszavaival és normáival, vagy múló divat csupán, amely nem terjedt tovább maroknyi „beavatott” ködös és ködösítő körein.

### Halála

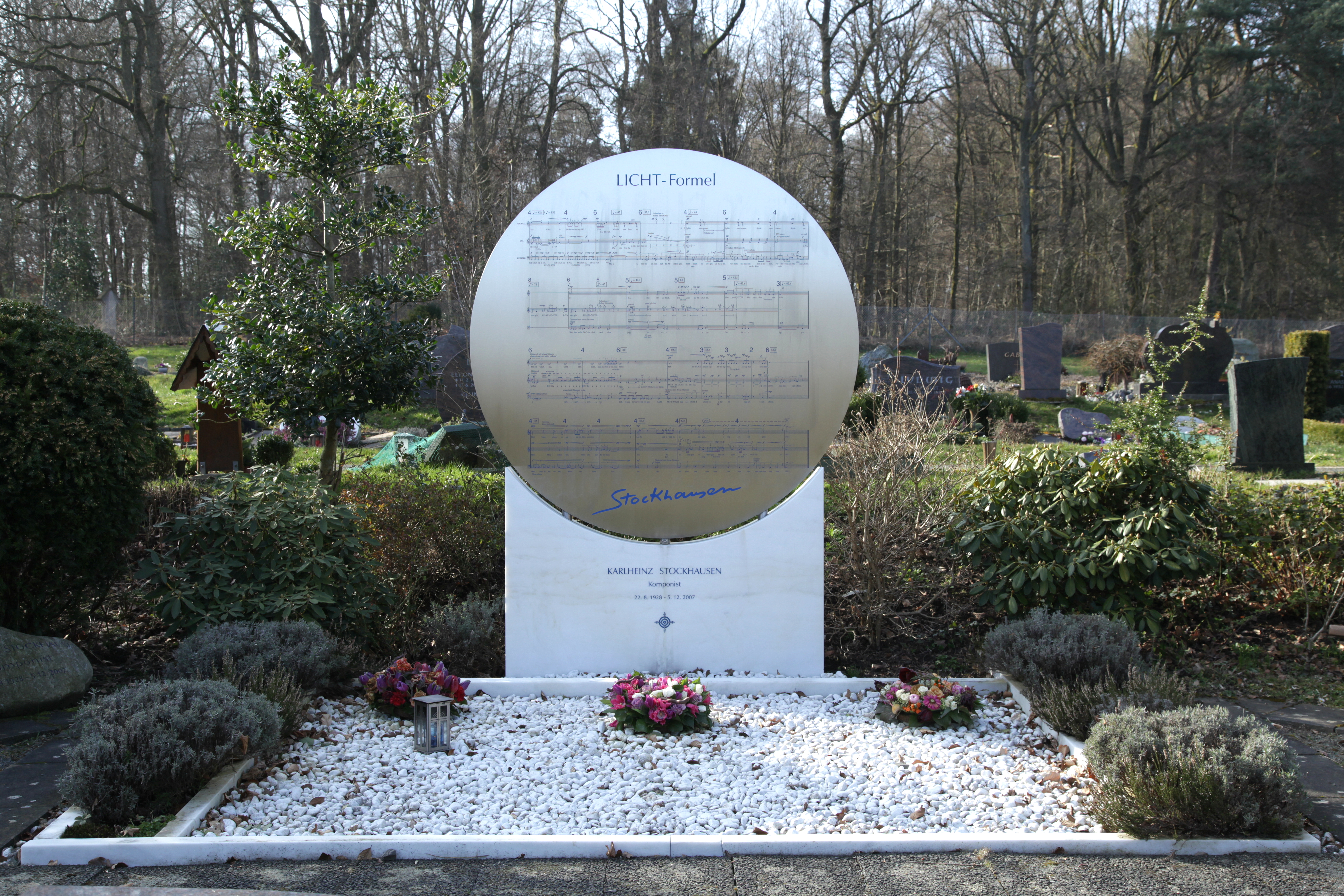
Stockhausen síremléke Kürtenben

Stockhausen hirtelen szívelégtelenségben halt meg 2007. december 5-én reggel Kürtenben. Előző este még befejezte a Bolognai Mozart Zenekar előadására 
megrendelt művét.
79 évet élt.

## Fontosabb művei
- Kreuzspiel oboára, basszusklarinétra, zongorára, 3 ütőhangszeres játékosra (1951)
- Punkte, zenekarra (1952/1962)
- Klavierstücke I-IV (1952-1953)
- Kontra-Punkte (1952-1953)
- Studie II (1953)
- Gesang der Jünglinge, elektronikus és konkrét hangokra (1955-1956)
- Klavierstück XI
- Gruppen három zenekarra (1955-1957)
- Kontakte, zongorára, ütőhangszerekre és hangszalagra (1958-1960)
- Klavierstück IX (1961)
- Mikrophonie I, tam-tam, 2 mikrofon, szűrők és potenciométerek
- Mixtur, Momente szoprán szóló, 4 kórus, 13 hangszer (1962-1964-1969)
- Solo, dallamhangszerre visszacsatolással (1965)
- Telemusik elektronikus zene (1965-1966)
- Hymnen konkrét és elektronikus zene (2 másik változat négy szólistával ill. zenekarral) (1966-1967)
- Aus den sieben Tagen, 15 szöveg intuitív zenére, (1968)
- Stimmung, 6 énekesre (1968)
- Mantra 2 zongorára, ütőhangszerekre és modulátorokra (1970)
- Sirius, szoprán, basszus, basszusklarinét, trombita, elektronika (1975-1977)
- Licht operaciklus a hét minden egyes napjára (1978-2003)
- Helikopter-Streichquartett (1994)
- Klang/Sound a nap 24 órájára (2003-2007)

## Írásai
- Karlheinz Stockhausen: TEXTE zur MUSIK (DuMont-Buchverlag, Köln) Vol. 1-10.

### Írásai magyarul
- Karlheinz Stockhausen: Elektronikus és hangszeres zene (in: Fábián Imre: A huszadik század zenéje, Budapest, Gondolat, 1966)